# (33247) Iannacone
1998 HO18 (asteroide 33247) é um asteroide da cintura principal. Possui uma excentricidade de 0.17111390 e uma inclinação de 5.07327º.
Este asteroide foi descoberto no dia 18 de abril de 1998 por LINEAR em Socorro.